# Reinhard Zimmermann (Kunsthistoriker)
Reinhard Zimmermann (* 1952 in Kamenz) ist ein deutscher Kunsthistoriker.
Nach dem Studium der Kunstgeschichte, Philosophie und Vorgeschichte an der Philipps-Universität Marburg und der Ruprecht-Karls-Universität Heidelberg wurde Zimmermann 1985 in Marburg promoviert. Seine Dissertation befasste sich mit dem Thema der künstlichen Ruinen. Von 1986 bis 1991 war er wissenschaftlicher Angestellter an der Eberhard-Karls-Universität Tübingen, wo er mit einer Arbeit zur Kunsttheorie Wassily Kandinskys im Jahr 1996 habilitiert wurde. Zu diesem Zeitpunkt war er bereits – nach einer Gastprofessur an der Universität Halle 1994/1995 – an die Universität Trier übergewechselt. Dort war er 1995/1996 als wissenschaftlicher Angestellter und 1996 bis 2002 als Hochschuldozent tätig und ist seit 2002 außerplanmäßiger Professor.
Forschungsschwerpunkte Reinhard Zimmermanns sind die Kunst des 19. und 20. Jahrhunderts (speziell die Romantik, die Klassische Moderne und die Nachkriegszeit), die Kunsttheorie, Gartenkunst sowie der Burgenbau.

## Schriften
- Künstliche Ruinen. Studien zu ihrer Bedeutung und Form. Reichert, Wiesbaden 1989, ISBN 3-88226-435-7 (zugleich Dissertation).
- Kunst und Ökologie im Christentum. Die „7000 Eichen“ von Joseph Beuys. Reichert, Wiesbaden 1994, ISBN 3-88226-661-9.
- Die Kunsttheorie von Wassily Kandinsky. 2 Bände, Gebr. Mann, Berlin 2002, ISBN 3-7861-1988-0 (zugleich Habilitationsschrift).
- Der Berwartstein und seine Herren. Ein Buch für junge Burgenfreunde. Edition Lioncel, Trier 2009, ISBN 978-3-942164-00-9.
- Der Trifels, das Reich und Richard Löwenherz. Edition Lioncel, Trier 2010, ISBN 978-3-942164-01-6.
- Das Heidelberger Schloss. Seine Bauten, seine Bewohner, seine Geschichte. Edition Lioncel, Trier 2012, ISBN 978-3-942164-02-3.
- Caspar David Friedrich: Frau vor der untergehenden Sonne. Das Bild und seine Deutung. Edition Lioncel, Trier 2014, ISBN 978-3-942164-05-4.
- mit Petra von Breitenbach (Hrsg.): Christa Moering. Werkkatalog (1929–2012) und Edition Tagebuch (1944–1956) (= Kunstgeschichte Wiesbaden. Band 2). Reichert, Wiesbaden 2015, ISBN 978-3-95490-081-7.